# Мухаммед Абд аль-Ваххаб
Мухаммед Абд аль-Ваххаб (Абдель-Вахаб, араб. محمد عبد الوهاب‎; 13 марта 1907, Каир — 3 мая 1991) — египетский певец, композитор, актёр и режиссёр, исполнитель на народном инструменте уде, известный как автор национальных гимнов ряда арабских государств.

## Биография
Мухаммед Абд аль-Ваххаб родился и в период молодости жил в пригороде Каира в большой семье. В конце 1910-х годов изучал игру на уде в школе восточной музыки под руководством Мухаммеда аль-Касабджи, с 1921 года концертировал по стране. В 1924 году после выступлений в одном из клубов Александрии его заметил поэт Ахмед Шауки, предложивший юноше стать его учеником. В 1934 году Мухаммед Абд аль-Ваххаб женился и вместе с женой выпустил свой фильм «Белая роза», но в 1943 году брак распался. Год спустя вступил во второй брак с Икбал, в котором у него было пять детей, но этот брак также закончился разводом в 1957 году. Со своей третьей женой Нахлой аль-Кудси у него не было детей, однако с ней он прожил вместе до самой смерти. Умер от сердечной недостаточности в своём доме.
Написал музыку к первым египетским немым фильмам, гимны Королевства Ливии (существовало в 1951—1969 годах) и Объединённых Арабских Эмиратов, варианты национального гимна для Туниса (был утверждён в 1987 году) и Египта, а также ряд песен, в том числе написанных для певицы Умм Кульсум. В его песнях, написанных в арабских традициях, используются ритмы западной музыки, в частности, вальс и рок-н-ролл, и иногда его называют первым арабским композитором, использовавшим западные музыкальные традиции для написания музыкальных произведений на арабском языке. Также Мухаммед Абд аль-Ваххаб сыграл роли в ряде египетских фильмов.
На родине композитора, в пригороде Каира на площади Баб-эш-Шаария, ему поставлен памятник. Имел несколько наград и стал первым египетским музыкантом, удостоенным государственных похорон.